# Rokkor

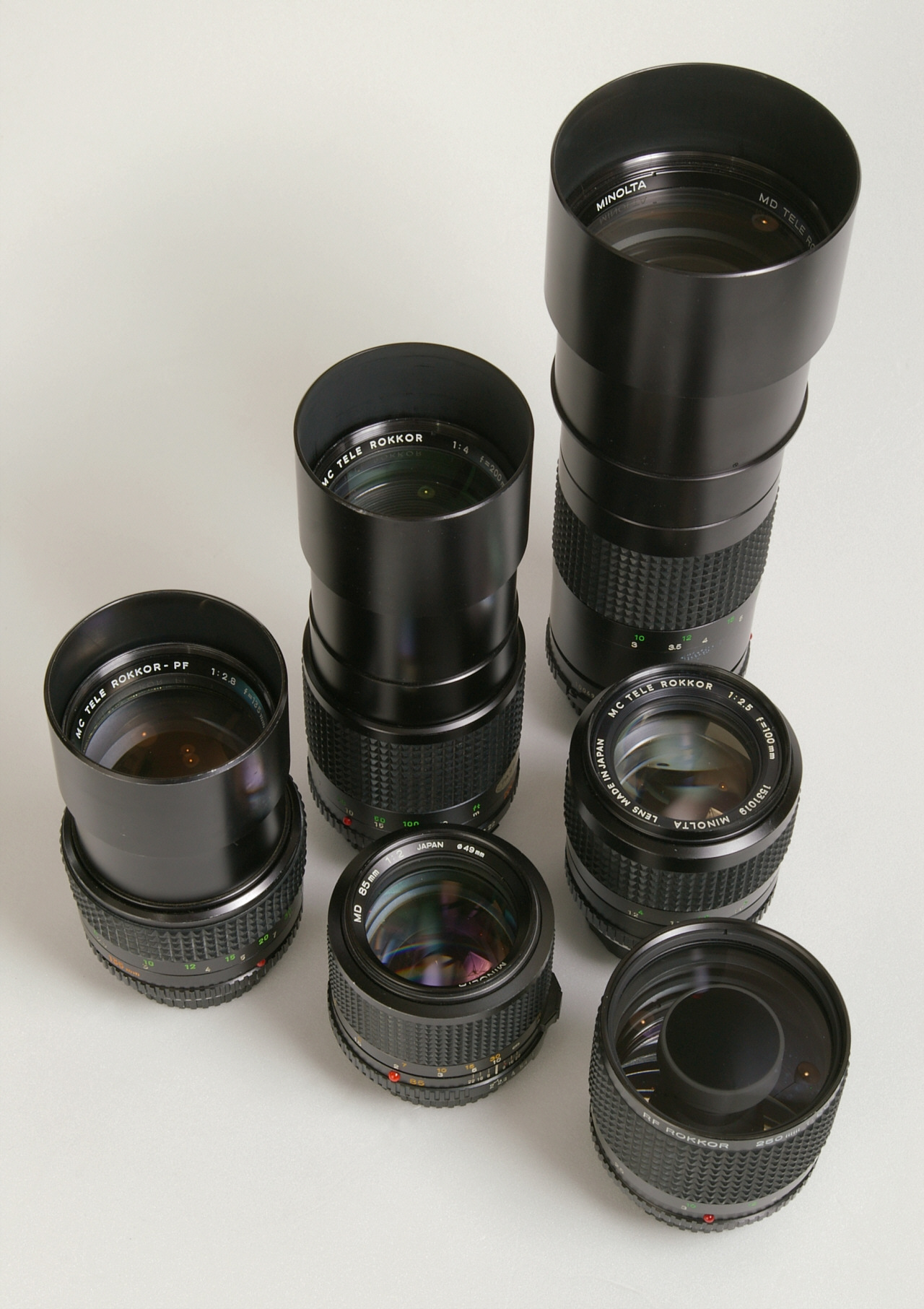
Einige Minolta-Rokkor-Teleobjektive

Rokkor war der Markenname der für alle Objektive der Firmen Chiyoda Kōgaku Seikō sowie später Minolta zwischen 1940 und 1980 gebraucht wurde, einschließlich einiger weniger, die von anderen Firmen wie zum Beispiel Leica vertrieben wurden.

## Geschichte
Der Name leitet sich von Rokkō (六甲山) ab, einem 932 m hohen Berg, der von der Fabrik des Unternehmens nahe Mukogawa bei Osaka, Japan aus zu sehen war. Mit dem Namen wollte der Unternehmensgründer Kazuo Tashima die hohe optische Qualität der Objektive zum Ausdruck bringen.
Das erste Objektiv dieses Namens war ein 4.5/200mm-Objektiv, das 1940 für die Luftbildhandkamera Chiyoda SK-100 hergestellt wurde. Nach der Aufgabe des Markennamens 1980/1981, erschien der Name noch zwei weitere Male. Intern war der Name in den frühen 1980er Jahren noch in Gebrauch für Prototypen eines Teleobjektivs namens Minolta MD Apo Tele Rokkor 2.8/300mm mit manuellem Fokus und SR-Bajonett, das 1985 mit A-Bajonett und Autofokus als Minolta AF Apo Tele 2.8/300mm erschien. Der Name wurde ebenfalls, diesmal offiziell, zwischen 1996 and 1998 für das Minolta G-Rokkor 3.5/28mm-Objektiv verwendet. Als einziges je gebautes Rokkor-Objektiv mit Autofokus war dieses Objektiv Teil der Minolta TC-1, einer Kleinbildkompaktkamera. Zum 70. Firmenjubiläum von Minolta wurde das Objektiv 1998 zusätzlich in der Minolta TC-1 Limited verbaut und in einer limitierten Edition von 2000 Stück mit M-39-Schraubgewinde für den japanischen Markt produziert.
Während der Zeit der aktiven Nutzung des Markennamens, gab es in Österreich und Japan auch hauseigene Magazine von Minolta mit dem Namen „Rokkor“.

## Nomenklatur
Vorübergehend trugen Objektive, die für den nordamerikanischen Markt hergestellt wurden, in den 1960ern und 1970ern die Bezeichnung Rokkor-X statt Rokkor wie in der restlichen Welt, um die Warenströme besser verfolgen und den grauen Markt austrocknen zu können. Gelegentlich verbanden Käufer jeweils entweder die Rokkor- oder Rokkor-X-Varianten mit besserer Qualität, beiden lagen aber die gleichen Spezifikationen und Qualitätsstandards in der Herstellung zugrunde, nur das Namensschild war verschieden.
Bis 1975 folgte dem „Rokkor“ eine Kombination zweier Buchstaben, an der der Aufbau des Objektivs ablesbar war. Der erste Buchstabe stand für die Anzahl der optischen Gruppen (T=3, Q=4, P=5, H=6, S=7, O=8, N=9), der zweite für die Anzahl der Elemente (C=3, D=4, E=5, F=6, G=7, H=8, I=9, J=10, K=11, L=12). Ein Rokkor-QF-Objektiv war also ein Objektiv mit sechs Elementen in vier Gruppen.

## Nachweise
1. 1 2 3 4 5 6 7 8 9  Anni Rita Scheibel, Josef Scheibel: 70 Jahre Minolta Kameratechnik. Von der Nifcalette bis zur Dynax 9. 3., aktualisierte, überarb. u. erg. Auflage. Lindemann, Stuttgart 1999, ISBN 3-89506-191-3 (online).
2. ↑  Dennis Lohmann: Minolta MD APO Tele Rokkor 300mm 1:2.8, Prototyp. Minolta-Forum, 1. Juli 2006, abgerufen am 7. Juni 2015.
3. 1 2 3 4  Antony Hands: A brief history of Minolta lenses. Rokkor Files, 2006, abgerufen am 7. Juni 2015 (englisch).